# Jacob III Fugger
Jacob (III) Fugger (Augusta, 30 marzo 1542 – Babenhausen, 7 febbraio 1598) è stato un banchiere, mercante e nobile tedesco, membro di una delle più importanti famiglie di banchieri d'Europa.

## Biografia
Figlio quartogenito di Anton Fugger e di sua moglie, la nobile Anna von Rehlingen, alla morte di suo padre nel 1560 Jacob ed i suoi fratelli presero insieme la gestione delle terre e degli affari di famiglia. Nel 1573 divise coi suoi fratelli le quote della società e Jacob ottenne le signorie di Babenhausen, Wellenburg e Boos. Nel 1583, sempre coi suoi fratelli, ottenne la possibilità di accedere al collegio imperiale di Svevia con lo status di conte.

## Matrimonio e figli

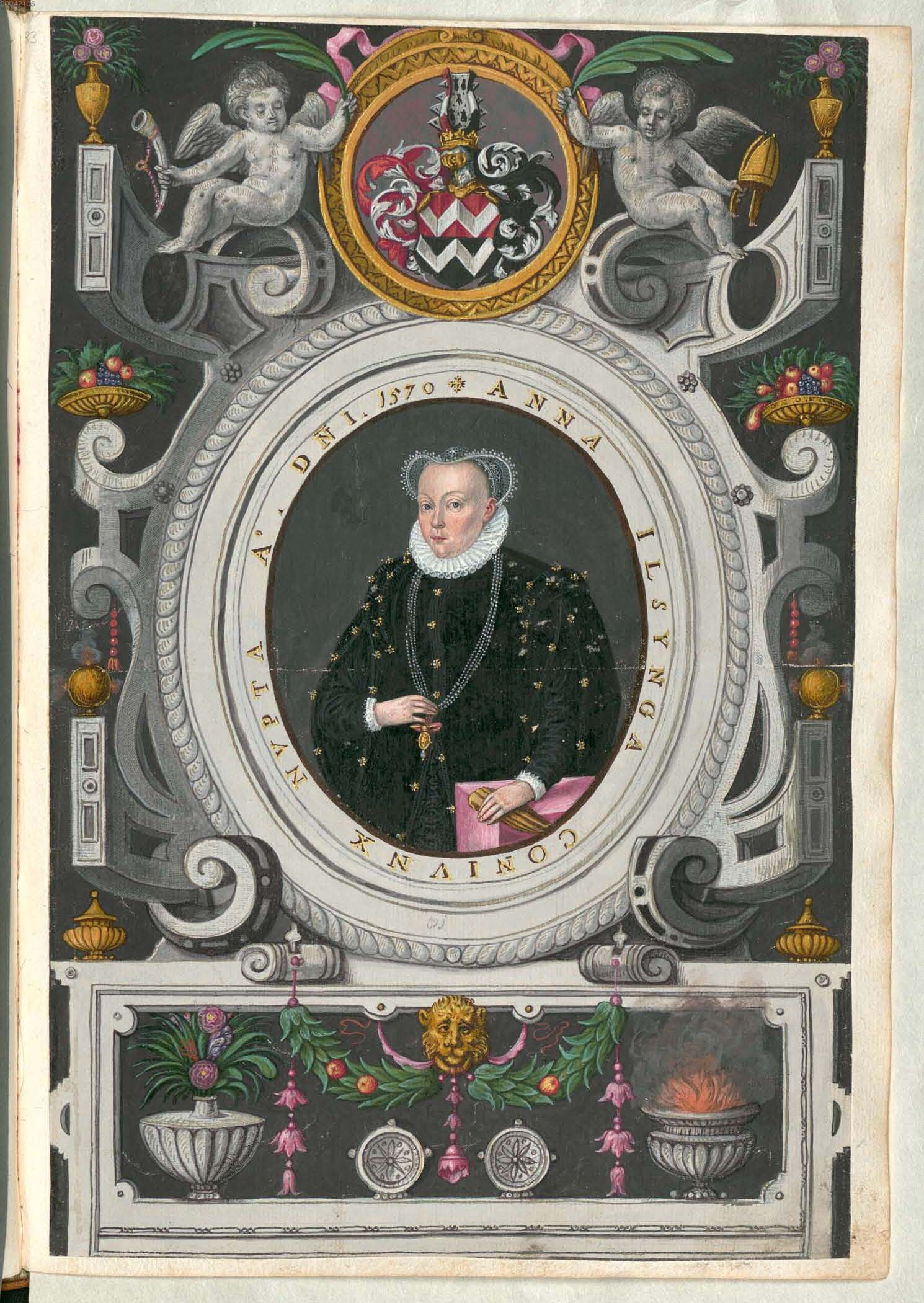
Anna Ilsung von Tratzberg, moglie di Jacob (III) Fugger

Nel 1570 Jacob sposò Anna Ilsung von Tratzberg. La coppia ebbe insieme i seguenti figli:
- Sibylla Fugger (1572–1616)
- Hieronymus Fugger (1574–1579)
- Katharina Fugger (1575–1607)
- Georg Fugger (1577–1643), successore paterno
- Veronika Fugger (1578–1645)
- Regina Fugger (1581–1633)
- Anna Fugger (1582–1633)
- Johann Fugger il Vecchio, signore di Babenhausen (1583–1633)
- Hieronymus Fugger, signore di Wellenburg (1584–1633)
- Maximilian Fugger, signore di Boos (1587–1629)
- Jakob Fugger (1588–1607)